# Luhden
Luhden is een gemeente in de Duitse deelstaat Nedersaksen. De gemeente maakt deel uit van de Samtgemeinde Eilsen in het Landkreis Schaumburg. Luhden vormt het meest zuidwestelijke deel van deze Samtgemeinde.  Tot Luhden behoort ook het meer westelijk gelegen dorpje Schermbeck, dat zelf weer aan Kleinenbremen in de gemeente Porta Westfalica in de deelstaat Noordrijn-Westfalen grenst.
Luhden telt 1.098 inwoners.
Ten zuiden van de gemeente loopt, in west-oost-richting, de autosnelweg A2. Afrit 35 van deze Autobahn ligt vlakbij Luhden; de Autobahn kruist hier de van noordwest naar zuidoost lopende Bundesstraße 83 of B83. Ten noordwesten van Bad Eilsen, in Bückeburg, takt deze B83 van de belangrijke oost-westverbinding B65 af.

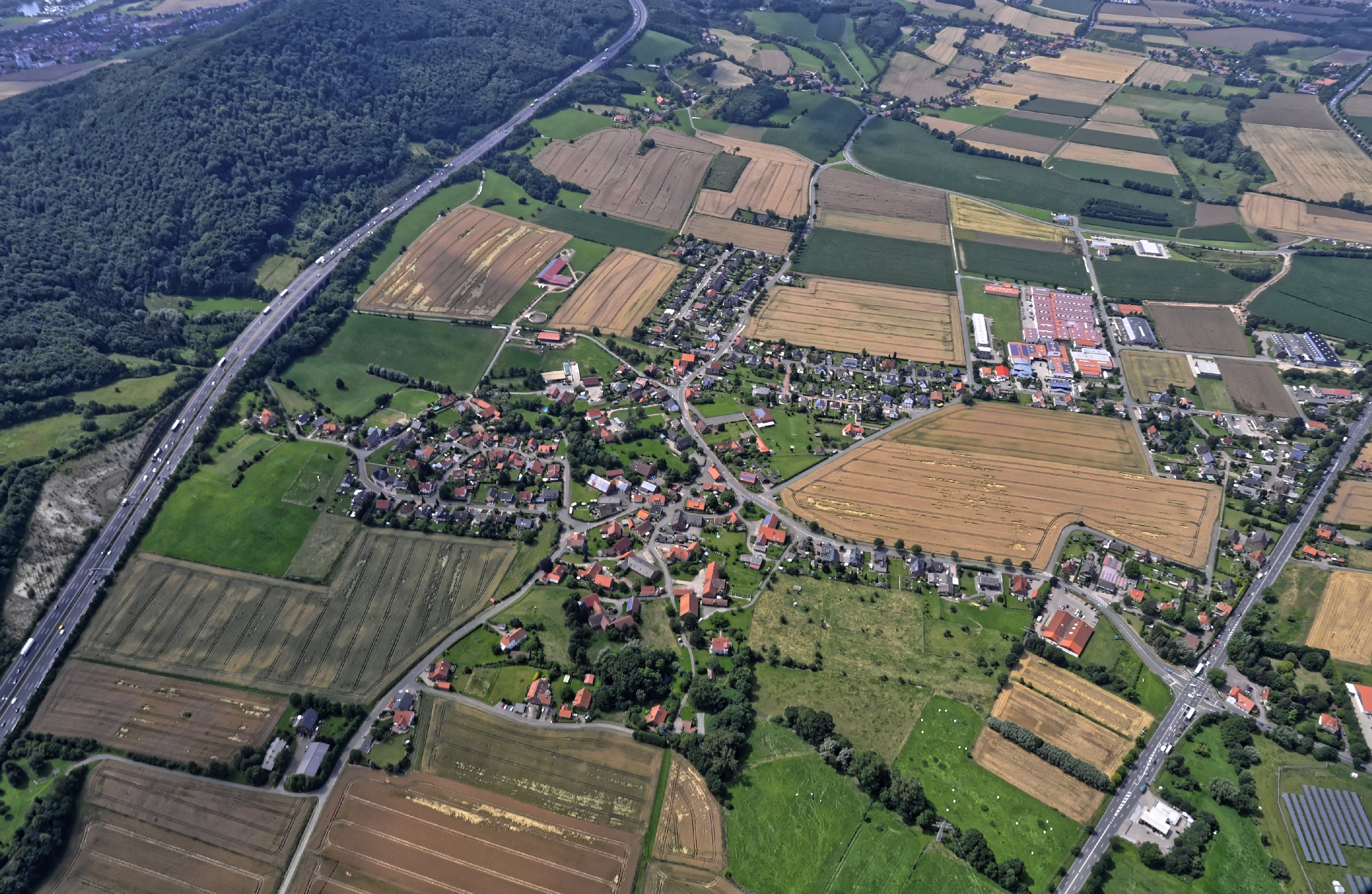
Luchtfoto van Luhden uit 2015. Links de ten zuiden van het dorp lopende Autobahn A2.
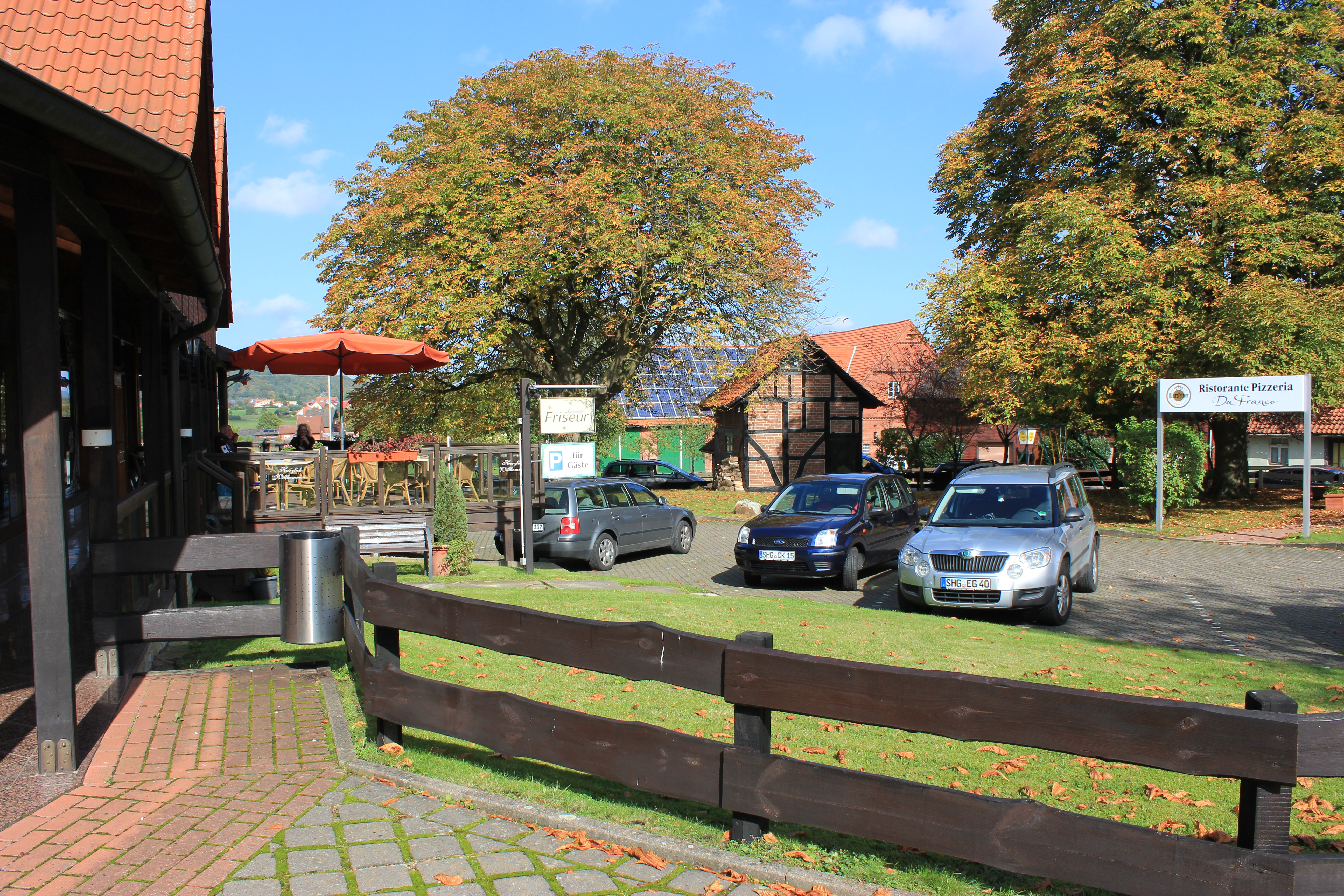
Dorpscentrum
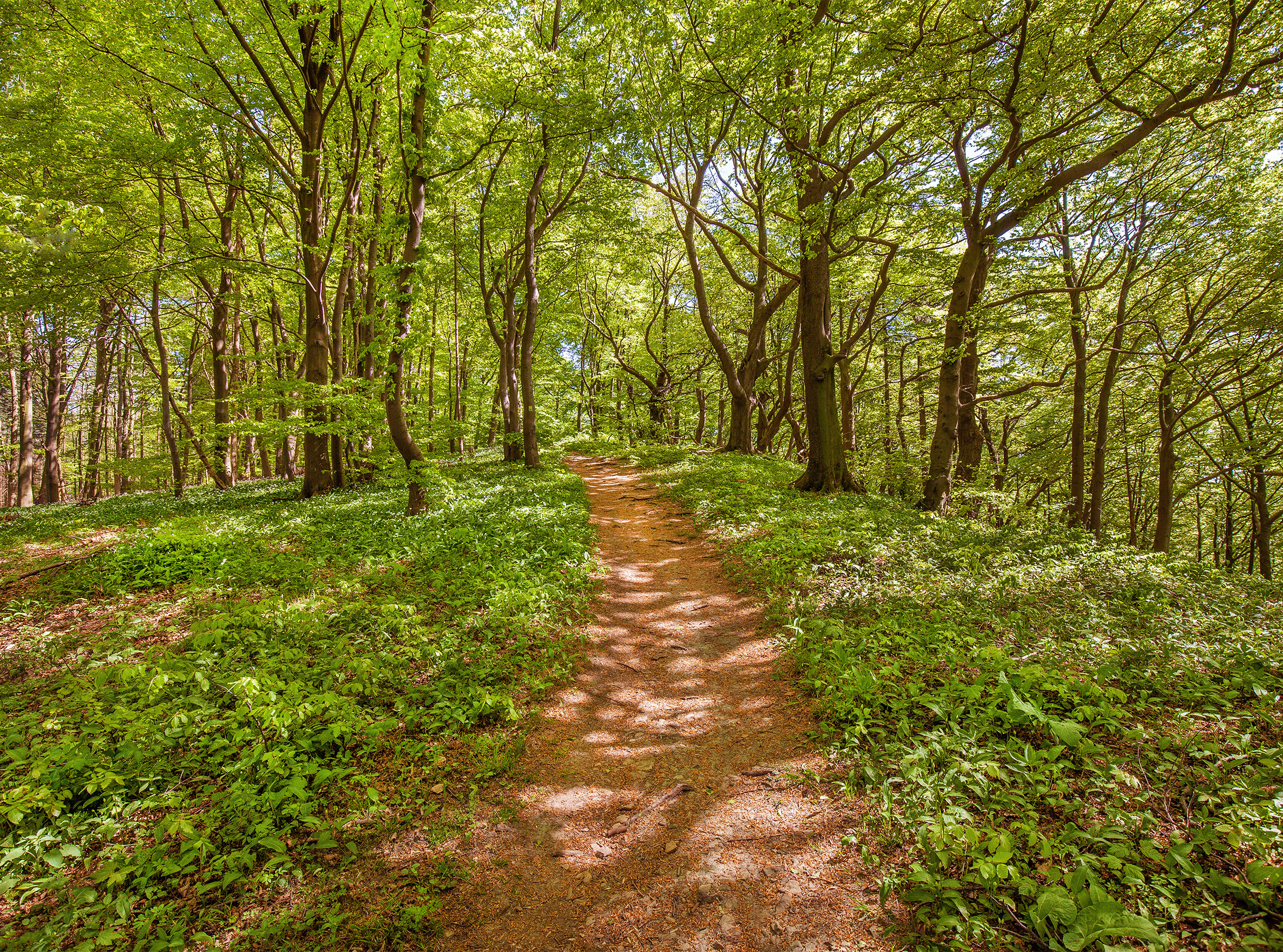
Bospad in het Wezergebergte tussen Luhden en Rinteln

Luhden wordt door de A2 gescheiden van een ten zuiden ervan gelegen, bebost gedeelte van het Wezerbergland, waar het goed wandelen en fietsen is. Het dorp en de heuvels zijn door twee ongelijkvloerse kruisingen met deze Autobahn verbonden. Een fraaie, maar wat geaccidenteerde wandelroute door dit gebied leidt naar het stadje Rinteln. Een natuurreservaat in dit heuvelland direct ten zuiden van Luhden en de A2 draagt de naam Im Bergkamp.  Hier bevindt zich een ecologisch zeer waardevol perceel kalkgrasland.
Tussen de noordwestkant van het dorp Luhden en de B83 ligt een klein industrieterrein voor lokaal midden- en kleinbedrijf. Luhden bestaat verder vooral van het toerisme naar het Wezerbergland. Er zijn enkele kleine hotels en pensions.
In 1205 wordt Luhden voor het eerst in een document vermeld. In 1653 en 1654 werden op de  Ahrensburg bij een heksenproces 22 mensen uit Luhden en Schermbeck wegens vermeende hekserij ter dood veroordeeld. Andere historische gebeurtenissen van meer dan plaatselijke betekenis zijn niet overgeleverd.
Ahnsen · 
Apelern · 
Auetal · 
Auhagen · 
Bad Eilsen · 
Bad Nenndorf · 
Beckedorf · 
Buchholz · 
Bückeburg · 
Hagenburg · 
Haste · 
Heeßen · 
Helpsen · 
Hespe · 
Heuerßen · 
Hohnhorst · 
Hülsede · 
Lauenau · 
Lauenhagen · 
Lindhorst · 
Lüdersfeld · 
Luhden · 
Meerbeck · 
Messenkamp · 
Niedernwöhren · 
Nienstädt · 
Nordsehl · 
Obernkirchen · 
Pohle · 
Pollhagen · 
Rinteln · 
Rodenberg · 
Sachsenhagen · 
Seggebruch · 
Stadthagen · 
Suthfeld · 
Wiedensahl · 
Wölpinghausen